# Фернанду Монтейру ді Каштру Сороменью
Ферна́нду Монте́йру ді Ка́штру Сороме́нью (порт. Fernando Monteiro de Castro Soromenho; *31 січня 1910 Чінде, Мозамбік — †18 червня 1968б Сан-Паулу, Бразилія) — португальський, ангольський і мозамбіцький письменник; португальський журналіст, літературознавець, історик, фольклорист, етнограф і етнолог. Як португальський письменник є представником неоралізму, також є романістом ангольської літератури, пропагандистом і популяризатором ангольської культури. 

## З життєпису
Фернанду Монтейру ді Каштру Сороменью народився в Мозамбіку, а у віці 1-го року був перевезений до Анголи. Син Артура Ернесту Каштру Сороменью (Artur Ernesto de Castro Soromenho), губернатора Лунди, і Стели Фернансоле ді Леса Монтейру (Stela Fernançole de Leça Monteiro) з Кабо-Верде (рід походив з Порту). У період від 1916 до 1925 року отримував початкову та середню освіту в Лісабоні. 
Повернувшись до Анголи, працював у Алмазній компанії Анголи, а потім став частиною колоніальної бюрократії (адмінкорпусу) Анголи, служачи на сході колонії. Згодом став редактором газети Diário de Luanda. У 1937 році повернувся в Лісабон, співпрацюючи в різній періодиці: тижневий додаток Humanidade газети Diário Popular, газети і часописи A Noite, Jornal da Tarde, O Século, Seara Nova, O Diabo, O Primeiro de Janeiro і Dom Casmurro. Його авторські публіцистичні матеріали з'являлись також у хроніці про «португальських дослідників в Африці», № 12 тижневика Mundo Literário (1946–1948) та у португальсько-бразильському журналі Atlântico. 
У 1949 році він одружився з Мерседес де ла Куеста (Mercedes de la Cuesta) в Аргентині.  
Через непримиренну критику режиму Салазара Каштру Сороменью був змушений виїхати до Франції в 1960 році. Пізніше він поїхав до Сполучених Штатів Америки, де був професором Університету Вісконсину та викладав курс португальської літератури.  
Ф. М. Каштру Сороменью повернувся до Франції у серпні 1961 року та співпрацював з журналами Présence Africane та Révolution.  
У грудні 1965 року емігрував до Бразилії, де і помер.  
У Бразилії Каштру Сороменью читав курси на філософсько-філологічних факультетах Університету Сан-Паулу та Університету Араракуари. 
Каштру Сороменью також присвятив себе вивченню ангольської етнографії: був одним із засновників Центру африканських досліджень Університету Сан-Паулу.